# Lauren Beck
Lauren Beck é uma produtora estadunidense. Foi indicada ao Oscar 2017 pela realização do filme Manchester by the Sea, ao lado de Matt Damon, Kimberly Steward, Chris Moore e Kevin J. Walsh.

## Prêmios e indicações
- Pendente: Oscar de melhor filme, por Manchester by the Sea.[4]